# William Cecil (2e comte de Salisbury)
Pour les articles homonymes, voir William Cecil.
William Cecil (28 mars 1591 - 3 décembre 1668) est un pair anglais, et un homme politique.

## Premières années, 1591-1612
Il est le fils de Robert Cecil (1er comte de Salisbury) et Elizabeth Brooke, la fille de William Brooke (10e baron Cobham) . Il est né à Westminster le 28 mars 1591 et baptisé à St Clement Danes le 11 avril. La mère de William est décédée lorsqu'il a six ans et il est ensuite élevé par sa tante, Lady Frances Stourton.
En janvier 1600, la reine Elizabeth lui donné un manteau, une ceinture et un poignard, un chapeau avec une plume et un bijou à porter dessus . Il fait ses études à la Sherborne School et au St John's College de Cambridge, où il commence sa scolarité en 1602, à l'âge de onze ans . En 1603, Anne de Danemark tient sa cour au manoir Worksop le jour de l'anniversaire du roi, le 19 juin. Elle attache un bijou à l'oreille de William et il danse avec la princesse Elizabeth .
Jacques Ier élève le père de Cecil à la pairie d'Angleterre, le créant baron Cecil en 1603 ; vicomte Cranborne en 1604 ; et comte de Salisbury en 1605 . En conséquence, en 1605, William reçoit le Titre de courtoisie de vicomte Cranborne. En 1608, âgé de 17 ans, son père l'envoie en France, mais le rappelle rapidement en Angleterre pour épouser Catherine, la fille de Thomas Howard (1er comte de Suffolk) en décembre 1608 . Son père est déterminé à ce que Cranborne passe deux ans à l'étranger et lui demande de retourner en France après son mariage . Cependant, au milieu de l'année 1610, Jacques Ier décide de faire installer son fils Henry comme Prince de Galles et Salisbury (qui occupe le poste de Lord grand trésorier) ordonne à son fils de revenir pour la cérémonie. À la suite de cette cérémonie, Cranborne retourne en Europe, cette fois en Italie, se rendant d'abord à Venise, puis à Padoue. A Padoue, il tombe malade et retourne en Angleterre, résolu de ne plus jamais en partir.

## Premières années en tant que comte de Salisbury, 1612-1640
Le père de Cranborne meurt en 1612, faisant de lui le 2e comte de Salisbury. Il est bientôt nommé Lord-lieutenant du Hertfordshire, où il acquiert une réputation de service ponctuel envers le roi. Jacques Ier le fait chevalier de la Jarretière en 1624 .
Il continue à trouver grâce sous le successeur de Jacques, Charles Ier, qui le nomme à son conseil privé en 1626 . Il est contrarié de ne pas être nommé maître de la Cour des pupilles et des livrées, mais est plus heureux lorsqu'il est nommé capitaine de l'Honorable Band of Gentlemen Pensioners, poste qu'il occupe jusqu'en 1643.
Salisbury passe une grande partie des années 1630 à améliorer son siège ancestral, Hatfield House . Il fait également de Hatfield House un centre culturel, étant un mécène pour le peintre Peter Lely, le musicien Nicholas Lanier et le jardinier John Tradescant l'aîné.

## Guerre civile anglaise, 1640-1649
À la suite des guerres des évêques, Salisbury penche vers le parti modéré de la Chambre des lords qui soutient la Chambre des communes dans sa tentative de supprimer les éléments de gouvernement arbitraire introduits en Angleterre pendant le régime personnel . Cependant, Salisbury hésite à s'associer à l'une des factions politiques et est donc vulnérable. Lorsque la première guerre civile anglaise éclate en 1642, les domaines de Salisbury à Cranborne dans le Dorset subissent des déprédations.
En 1648, Salisbury est membre d'une députation chargée de négocier avec Charles sur l'île de Wight . Ces négociations (Traité de Newport) se soldent par un échec. Cependant, Salisbury refuse d'approuver le régicide de Charles Ier.
Après l'exécution du roi, Salisbury décide de soutenir le Commonwealth d'Angleterre et accepte de prendre l'engagement . Cette décision est influencée par plusieurs faits : deux de ses fils se sont rangés du côté des parlementaires pendant la guerre civile anglaise. Le Parlement a voté pour indemniser l'ami de Salisbury Philip Herbert (4e comte de Pembroke) pour ses pertes pendant la guerre et plusieurs de ses amis proches, en particulier Algernon Percy (10e comte de Northumberland) (son gendre) se sont rangés du côté du Parlement.

## Interrègne anglais, 1649-1656
Salisbury est membre du Conseil d'État anglais de 1649 à 1651 (en est le président pendant un certain temps) . Il est député de King's Lynn au Parlement croupion.
Salisbury est cependant exclu de la vie publique sous le protectorat : il est élu en 1656 député du Hertfordshire au deuxième parlement du protectorat, mais n'est pas autorisé à siéger .

## Fin de carrière, 1656-1668

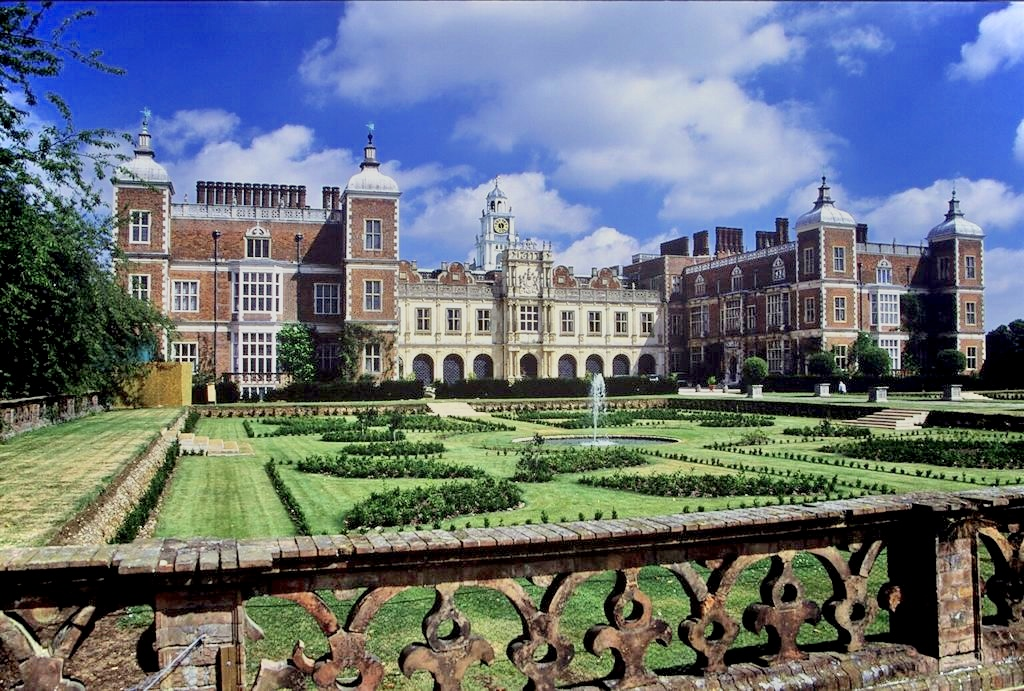
Hatfield House, Hertfordshire

Salisbury se retire ensuite dans sa maison à Hatfield House .
À la suite de la Restauration de 1660, Charles II le nomme grand intendant de St Albans en 1663 .
Ses facultés mentales déclinent apparemment dans ses dernières années : Samuel Pepys, l'observant à l'église en octobre 1664, l'appelle « mon simple Lord Salisbury » .
Salisbury est mort à Hatfield House le 3 décembre 1668 .
Son petit-fils James Cecil (3e comte de Salisbury) lui succède en tant que comte, son fils Charles (1619-1660) étant décédé avant lui.

## Descendance
Lord Salisbury épouse Lady Catherine Howard, fille de Thomas Howard (1er comte de Suffolk), le 1er décembre 1608. Ils ont douze enfants, dont :
- James, vicomte Cranborne (né et mort en 1616)
- Charles Cecil, vicomte Cranborne (1619-1660), père du 3e comte de Salisbury.
- Anne (morte en 1637), qui épouse Algernon Percy (10e comte de Northumberland) et a des descendants.
- Diane (1622-1633), décédée jeune.
- Catherine (morte en 1652), qui épouse Philip Sidney (3e comte de Leicester) et a des descendants.
- Elizabeth (morte en 1689), qui épouse William Cavendish (3e comte de Devonshire) et a des descendants.
- Algernon (mort en 1676)
- Mary, qui épouse Lord William Sandys (mort en 1668) [7].